# Miniato Pitti

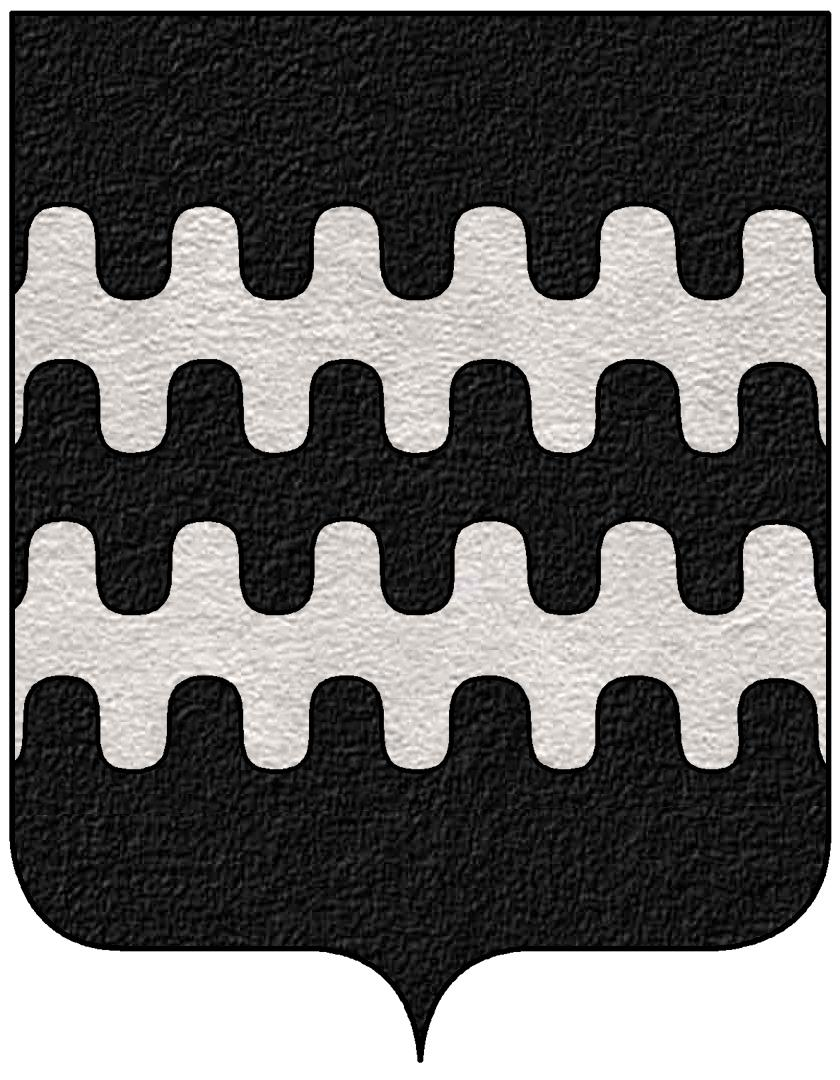
Stemma Pitti

Miniato Pitti (... – 1566) è stato un religioso italiano.

## Biografia
Figlio di Roberto gonfaloniere di giustizia  fiorentino ed era nipote di Bonaccorso
Monaco Olivetano e abate del monastero di San Miniato al Monte, celebre per le immense cognizioni letterarie e per la vasta sua dottrina nelle scienze matematiche. Fu molto amico di Giorgio Vasari e, stando ad alcune voci, molte delle vite dei pittori che hanno reso illustre il nome del Vasari sarebbero state scritte da Don Miniato su degli appunti passatigli dallo stesso Vasari.
Pitti nell’ambito di questi lavori per l’allestimento del Vasari della Sala delle Carte Geografiche di Palazzo Vecchio diede un contributo cosmografico.